# NGC 4479
NGC 4479 is een lensvormig sterrenstelsel in het sterrenbeeld Hoofdhaar. Het hemelobject werd op 8 april 1784 ontdekt door de Duits-Britse astronoom William Herschel.

## Synoniemen
- UGC 7646
- MCG 2-32-100
- ZWG 70.134
- VCC 1283
- PGC 41302